# Philodina calceata
Philodina calceata är en hjuldjursart som beskrevs av Donner 1970. Philodina calceata ingår i släktet Philodina och familjen Philodinidae. Inga underarter finns listade i Catalogue of Life.